# María (emperatriz)
María (fallecida en el año 407) fue una emperatriz romana consorte, esposa del emperador romano de Occidente, Honorio. 

## Familia
Era la hija de Estilicón, magister militum del Imperio romano de Occidente, y de Serena. María era hermana de Euquerio y Termancia. "De Consulatu Stilichonis" de Claudiano cuenta que su abuelo paterno no identificado era un oficial de caballería de Valente, emperador de Oriente. Orosio aclara que su abuelo paterno era un vándalo romanizado. La crónica fragmentaria de Juan de Antioquía, un monje del siglo VII al que se identifica sin seguridad con Juan de la Sedre, patriarca ortodoxo sirio de Antioquía entre 641 y 648 considera que el abuelo era un escita, siguiendo posiblemente la costumbre de la Antigüedad tardía de llamar así a cualquiera que habitase la estepa póntica, con independencia de cuál fuera su idioma. Jerónimo llama a Estilicón semibárbaro, lo que se ha interpretado en el sentido de que la abuela materna de María, no identificada, era una romana.
El poema "En alabanza de Serena" de Claudiano y la "Historia Nova" de Zósimo aclaran que el abuelo materno de María era un Honorio mayor, hermano de Teodosio I. Ambos eran hijos del conde Teodosio y Termancia, como se aclara en la "Historia Romana" de Pablo el Diácono. Los genealogistas consideran probable que María recibiera su nombre por su abuela materna, y le dan por lo tanto el nombre de "María" a esa abuela.

## Matrimonio
Alrededor de febrero del año 398, María se casó con Honorio, su primo carnal por vía materna. Su esposo era un hijo de Teodosio I y su primera esposa, Elia Flacila. Honorio no tenía todavía catorce años de edad. Se conserva el epitalamio que Claudiano compuso con tal motivo. Pone su halagadora descripción de María en boca de Venus, una diosa romana a la que se relaciona normalmente con el amor, la belleza y la fertilidad, que equivale a la diosa griega Afrodita. 

"Incluso aunque no había lazos de sangre que te unieran a la casa real, aunque en modo alguno estabais relacionados, aun así tu belleza te haría merecedora de un reino. ¿Qué otro rostro podría ganar mejor un cetro? ¿Qué aspecto adornaría mejor un palacio? Tus labios más rojos que las rosas, más blanco que la escarcha tu cuello, las prímulas no son más amarillas que tu fino cabello, el fuego no más brillante que tus ojos. ¡Con qué delicada separación se encuentran tus delicadas cejas en tu frente! ¡Qué adecuada la mezcla que te hace sonrojarte, tu belleza no sobrecargada con demasiado rojo! Más rosados tus dedos que los de la Aurora, más firmes tus hombros que los de Diana; incluso tu madre no te supera. Si Baco, el amante de Ariadna, pudo transformar la guirnalda de su amante en una constelación, ¿cómo es que una doncella más hermosa no tiene una corona de estrellas?"

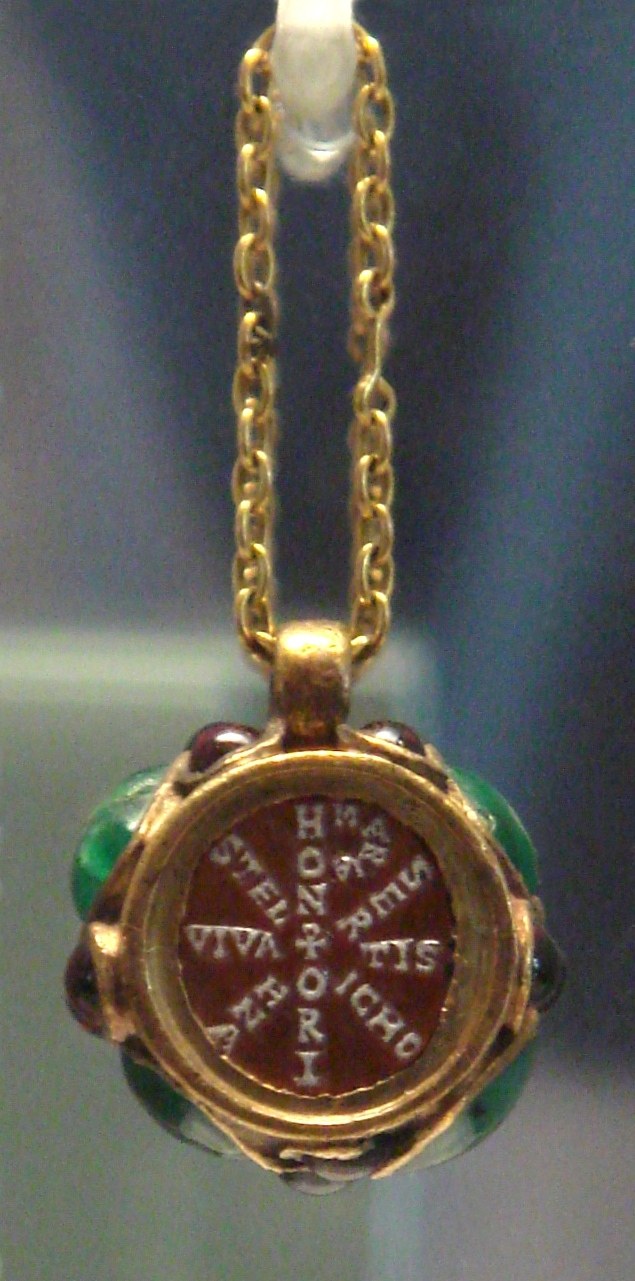
Colgante de María, actualmente conservado en el Louvre. Los nombres de los padres de María y de su esposo están colocados para formar el crismón. El colgante se lee, alrededor de una cruz central, en el sentido de las agujas del reloj:
HONORI
MARIA
SERINA
VIVATIS
STELICHO.

Hay un debate erudito sobre la edad de María. Dependería de la fecha del matrimonio de sus padres. A partir de fragmentos de la obra de Claudiano "De Consulatu Stilichonis", se deduce que Estilicón alcanzó la fama por vez primera a través de la negociación exitosa de un tratado de paz con el Imperio sasánida, luego fue elegido por Teodosio I para que se casara con su sobrina.
Dice este fragmento:

"Apenas habías alcanzado la edad adulta cuando fuiste enviado a negociar la paz con Asiria; hacer un tratado con tan gran pueblo se confió a tu juventud. Cruzando el Tigris y el profundo Éufrates viniste a Babilonia. Los serios señores de Partia te miraron con asombro y la temblorosa multitud ardía en deseo de contemplarte, mientras que las hijas de Persia mirando a su hermoso huésped suspiraban de amor oculto. Se jura la paz en los altares endulzados con la fragancia del incienso y las cosechas de Saba. Se trae fuego del santuario más escondido y los Magos sacrifican novillas según el ritual caldeo. El propio rey hunde el bol enjoyado del sacrificio y jura los misterios de Bel y por Mitra quien guía a las errantes estrellas del cielo. ¿Cuando han compartido contigo su caza, la espada de quien mató al león en cerrado combate antes de aquel de Estilicón, la flecha de quién perforó al tigre rayado desde lejos antes de ti? ¿Cuándo guiaste las flojas riendas que el medo te dio y los partos se maravillaron del arco que descargaste en la huida."
"Mientras tanto, una doncella de edad casadera perturbaba el corazón de su padre, y el emperador dudaba a quién escoger como marido suyo y futuro regente del mundo; con ansiedad buscó en oriente y Occidente en busca de un yerno que mereciera casarse con Serena. Sólo el mérito podía decidirlo; por los campamentos, las ciudades, las naciones, deambularon sus preparados y dubitativos pensamientos. Pero te eligió a ti, pues en la opinión y en el juicio de aquel que te seleccionó sobrepasabas a todos los candidatos del mundo entero y te convertiste en yerno de la familia imperial de la que pronto serías suegro. El tálamo nupcial brillaba con oro y púrpura real. La doncella se acercó con sus padres, vestida de escarlata. A un lado estaba su señor, famoso por sus triunfos, en el otro la reina, cumplimentando el amoroso oficio de madre y ordenando el velo nupcial bajo el peso de las joyas. Luego, así lo dicen los hombres, los caballos del sol y las estrellas del cielo danzaron de alegría, lagos de miel y ríos de leche manaron de la tierra. El Bósforo cubrió sus orillas con flores del equinoccio vernal, y Europa, entrelazada con guirnaldas de rosas, elevó las antorchas rivalizando con Asia.

Del relato se deduce, en primer lugar, que Estilicón negoció el tratado de amistad mutua entre Teodosio I y Sapor III. En segundo lugar, que Teodosio y Elia Flacila actuaron como padres adoptivos de Serena, posiblemente después de la muerte de sus padres naturales. El tratado se data normalmente del año 384, pero se han llegado a sugerir fechas más tardías como 387 tanto para el tratado como para el matrimonio que lo siguió. En cualquier caso, María tendría como mucho catorce años en la época de su matrimonio.

## Emperatriz
Según el relato de Zósimo, 

"Cuando María iba a casarse con Honorio, su madre, considerándola demasiado joven para el estado de casada y no deseando entregarla en matrimonio, aunque pensando que someter a alguien tan joven y tierno a los abrazos de un hombre era hacer violencia a la naturaleza, había recurrido a una mujer que sabía cómo tratar estos asuntos, y gracias a ella se las ingenió para que María viviese con el emperador y compartiera su cama, pero que él no tuviera el poder para privarla de su virginidad. Mientras tanto, María murió virgen, y Serena, quien, como puede ya suponerse, estaba deseosa de convertirse en la abuela de un joven emperador o emperatriz, por miedo de que disminuyera su influencia, usó todos sus recursos para casar a su otra hija con Honorio."

 El relato puede que intente explicar por qué María murió sin haber dado a luz. Sin embargo, esto también puede explicarse por la juventud de la pareja imperial, el relato de que Honorio fue drogado por su suegra se consideraría así extravagante. Su hermana Termancia se casó entonces con Honorio.